# Władimir Kapninski
Władimir Wasiljewicz Kapninski (ros. Владимир Васильевич Капнинский; ur. 5 października 1923, zm. 2006) – radziecki i rosyjski pisarz oraz scenarzysta. Autor książek dla dzieci oraz bajek.
Na podstawie jego scenariuszy powstało wiele radzieckich kreskówek. Filmy animowane wyreżyserowane m.in. przez Piotra Nosowa, Borisa Kotowa, Witolda Bordziłowskiego, Borisa Butakowa, Grigorija Kozłowa i  Leonida Kajukowa.

## Wybrane scenariusze filmowe
- 1980: Gaduła
- 1982: Leśny kwartet

## Literatura
- W. Kapninski, Gaduła: Bajka filmowa, Wszechzwiązkowe Biuro Propagandy Sztuki Filmowej, 1983.
- Kapniński W., Leśny kwartet: Bajka filmowa, Biuro Propagandy Radzieckiej Sztuki Filmowej, Związek Filmowców ZSRR, 1987.